# Tartrato di sodio
Il tartrato di sodio (Na2C4H4O6)  è il sale di sodio dell'acido tartarico.
A temperatura ambiente si presenta come un solido bianco inodore. Generalmente cristallizza come diidrato pertanto la sua formula è Na2C4H4O6·2H2O (numero CAS: 6106-24-7).
È utilizzato come emulsionante nell'industria alimentare nella produzione di gelatine, margarine, salse. Come additivo alimentare è noto col numero E335.